# Grove Place
Grove Place – miasto na Wyspach Dziewiczych Stanów Zjednoczonych; na wyspie Saint Croix; 2800 mieszkańców (2006). Przemysł spożywczy.